# The Color of Magic – Die Reise des Zauberers
The Color of Magic – Die Reise des Zauberers (Originaltitel: The Colour of Magic) ist ein englischer Fantasyfilm des Regisseurs Vadim Jean aus dem Jahr 2008 mit Tim Curry, David Jason und Sean Astin auf Basis der beiden Scheibenwelt-Romane Die Farben der Magie und Das Licht der Phantasie von Terry Pratchett.

## Handlung
Der Magier Rincewind wird nach vielen Jahren erfolgloser Forschungsarbeit aus der Unsichtbaren Universität hinausgeworfen. Er trifft auf Zweiblum, den ersten Touristen der Scheibenwelt, und wird nach „freundlicher“ Aufforderung des regierenden Patriziers dessen Begleiter. Zweiblum reist mit einer Truhe aus intelligentem Birnbaumholz, die sich selbständig mittels vieler Füße fortbewegen kann und seinem Besitzer wie ein treuer Hund folgt. Rincewind und Zweiblum müssen nach einigen Irrungen die Stadt Ankh-Morpork verlassen, da diese durch einen großen Brand in Flammen aufgeht. Währenddessen versucht der Zauberer Trymon zum Erzkanzler der unsichtbaren Universität aufzusteigen, indem er zunächst einige in der Hierarchie neben ihm stehende Zauberer ermordet und schließlich auch den amtierenden Erzkanzler Wetterwachs.
Die Scheibenwelt wird in Aufruhr versetzt, als ein roter Stern am Himmel erscheint, der immer größer wird. Die Bewohner sind der Auffassung, dass die Zauberer ihre Arbeit nicht mehr im Griff haben, und rebellieren gegen die Universität. Trymon hat große Mühe, die Bewohner zu besänftigen, zumal das im Keller fest verschlossene Zauberbuch Oktav immer unruhiger wird. Derweil materialisiert Zweiblum kraft seines Herzenswunsches im Drachenhorst Wyrmberg seinen eigenen Drachen namens Neunrute. Mit diesem fliehen Zweiblum und Rincewind aus weiteren Schwierigkeiten, gelangen an das Ende der Scheibenwelt und fallen nach Verlust des Drachen über den Rand der Scheibe. Allerdings landen sie wiederum auf der Scheibe, nachdem die Sternenschildkröte Groß-A´Tuin ein entsprechendes Flugmanöver ausgeführt hat. Die Zauberer vermuten indessen, dass die Scheibenwelt zerstört wird, falls es ihnen nicht gelingt, alle acht Zaubersprüche des Oktavs aufzusagen. In dem Buch befinden sich jedoch nur noch sieben Sprüche – der achte ist in Rincewinds Kopf gespeichert, seit er vor Jahren das Oktav berührt hat. Trymon versucht daher, Rincewind zu töten, um an den Spruch zu gelangen und damit die Macht auf der Scheibenwelt an sich zu reißen. Der rote Stern ist inzwischen immer größer geworden, und man kann acht weitere Monde erkennen. Rincewind  zieht es zurück nach Ankh-Morpork. Auf dem Rückweg befreit er mit Hilfe des 80-jährigen Helden Cohen die Priesterin Bethan. Die Bewohner der Scheibenwelt sind bei Ankunft der Rückkehrer der Meinung, dass sie nun bald sterben werden. Trymon entfesselt währenddessen das Oktav und gelangt so an die sieben Zaubersprüche. Die übrigen Zauberer wollen dies verhindern, werden aber von ihm in Statuen verwandelt. Während des Zweikampfes zwischen Trymon und Rincewind brechen die vermeintlichen Monde, tatsächlich Schildkröteneier, auf, und neue Schildkröten, jede mit kleinen Elefanten und einer Scheibe, umringen Groß-A´Tuin. Die vermeintliche Gefahr für die Scheibenwelt ist vorbei. Zweiblum kehrt in seine Heimat zurück, nachdem er Rincewind zum Abschied die Truhe geschenkt hat.

## Hintergrund
Der Film wurde am 2. Oktober 2008 auf DVD veröffentlicht und am 11. Juli 2009 auf RTL ausgestrahlt. Mit etwas mehr als zwei Millionen Zuschauern erreichte die Erstausstrahlung einen Marktanteil von knapp 16 Prozent.
Unterschiede zum Buch:
- Der Schauspieler David Jason, welcher den Zauberer Rincewind verkörpert, wurde wohl gecastet, weil man sich Zauberer im Allgemeinen so vorstellt. Kenner der Romane wissen, dass Rincewind in den frühen Büchern als ca. 30–35 Jahre alt beschrieben wird, also deutlich jünger als die Darstellung im Film.
- Beim Touristen Zweiblum verhält es sich genau umgekehrt. Der von Sean Astin dargestellte Zweiblum dürfte nach den Beschreibungen im Roman etwa 45–50 Jahre alt sein. Er ist im Buch auch kleiner als Rincewind und wird als dicklich beschrieben. Zweiblums Volk weist im Roman sehr deutliche Anleihen an China auf. Astin wurde wohl aufgrund seines Bekanntheitsgrades durch die "Herr der Ringe"-Filme gecastet.
- Die Figur des Barbaren Hrun, mit dem Rincewind und Zweiblum den ersten Teil ihrer Reise verbringen, wurde im Film ausgespart.
- Ebenso wurde der Tempel und der Gott BelShamHaroth weggelassen. Es gibt auf diesen Teil des Romans nur einen kurzen Verweis in Form eines Wegweisers, den Zweiblum findet.

## Kritik
„Gelungene filmische Entdeckungsreise in ein schräg-satirisches Fantasy-Universum, die geschickt den Humor der Buchvorlage umsetzt.“